# Wędrowna wyspa
Wędrowna wyspa. Powieść dla dzieci – powieść przygodowa dla młodzieży Władysława Umińskiego z 1893 roku (w odcinkach; wydanie książkowe z 1895 roku).
Powieść opowiada o przygodach dwóch Polaków, którzy wracając z emigracji w Ameryce do Polski przyżywają katastrofę morską i zostają rozbitkami.

## Historia wydań
Powieść była opublikowana w odcinkach w ilustrowanym magazynie Przyjaciel Dzieci (nr 36-44) w 1893 roku. Doczekała się wydania książkowego w wydawnictwie Michała Arcta w 1895 łącznie z inną pozycją Umińskiego jako Wędrowna wyspa; Przygody emigrantów w puszczy brazylijskiej, i osobnego w 1915 roku w Wydawnictwie Świat.

## Fabuła
Znacząca część akcji powieści rozgrywa się na bezludnej wyspie. Bohaterami powieści jest dwójka Polaków - Jan Kania oraz Marcin Breźniak, którzy po wypadku morskim zostają rozbitkami na małej, tymczasowej wyspie, gdzie szybko kończą im się zapasy. 
W Kurierze Porannym z 1894 roku powieść streszczono następująco: "jest to opis licznych przygód dwóch polskich wieśniaków w czasie powrotu z nieszczęsnej wyprawy za Ocęan. Już cieszyli się myślą rychłego powrotu do kraju, kiedy wskutek niespodziewanej katastrofy okrętu z wędrowną wyspą, zostali wyrzuceni na błotnisty odłam ziemi i narażeni na kilkotygodniową walkę o byt na nieznanym sobie pustkowiu. Zahartowani przebytymi w Brazylji nieszczęściami radzili sobie jako tako, aż szczęśliwy traf uwolnił ich ze szczątków wędrownej wyspy i pozwolił powitać upragnione strony rodzinne". 
Z kolei w Kurierze Warszawskim z tego samego roku przedstawione jeszcze bardzie szczegółowe streszczenie: "Niewesoło było niezawodnie dwom naszym ziomkom, Kani i Brzeźniakowi, którzy znaleźli się nagle między niebem a wodą, na pełnym oceanie, na kępie pływających drzew. Wracali z Brazylji do domu. Najadłszy się do syta owych „brylantów” zamorskich, o których im ajenci niemieccy tyle rozpowiadali, zatęsknili za czarnym chlebem naszej wioski. Rzucili więc „dostatki” i płynęli z powrotem do kraju. Aż oto nocą uderzył nagle okręt o jakąś wyspę na pełnem morzu, o której geografja nic nie wie działa. Nie była to wyspa, lecz kawał brzegu jakiejś rzeki, oderwany podczas trzęsienia ziemi, powodzi lub innego kataklizmu. Kępa drzew ze wszystkiem, co się na niej w danej chwili znajdowało, wypłynęła rzeką na morze i udawała w nocy wyspę. Na ten to ruchomy szmat ziemi dostali się wypadkiem Kania i Brzeźniak i przebyli na nim kilka tygodni. Położenie Robinzona Kruzoe było wielkim losem, wygranym na loterji, w porównaniu z dolą naszych chłopów. Na wędrownej wyspie zamarło wszelkie życie. Małpy, zjadłszy pozostałe orzechy, zdechły; drzewa więdły już w powietrzu, przesiąkłem wyziewami soli. [...] Więc Kania i Brzeźniak znajdują na wędrownej wyspie dogorywającego z głodu pumę, którego mięso żywi ich przez czas jakiś, a kiedy im twarda „pumina” zbrzydła, wówczas łapie się dla nich w samorodnych sidłach, w korzeniach i lianach drzew ogromny potfisz." Recenzja ta zawierała także opis drugiego opowiadania: "Więcej realistycznie, zgodnie z „prawdą” pospolitą opracował utalentowany autor przygody gromadki chłopów polskich, uciekających z kolonji brazylijskiej („Przygody w puszczy”). W nędzy i poniewierce wracają biedacy do miasta portowego, skąd mają nadzieję dostać się do kraju. Choć ich niewygody po drodze straszliwie chłoszczą, mimo to nie ustają, przenosząc śmierć nad „dostatki” zamorskie.".

## Analiza
Powieść jest zaliczana do gatunku robinsonad; jest to jedna z jego pozycji propagujących naukowe wyprawy morskie. Jest także inspirowana Verne'em (Stanisław Arct jednak zaliczył ją do oryginalnej twórczości Umińskiego) i zawiera akcenty patriotyczne.
Według Krystyny Kuliczkowskiej, przewodnim motywem utworu jest opowieść o "Polakach na obczyźnie".

## Odbiór
Według krytyka z 1957 roku powieść nie jest zaliczana do lepszych utworów Umińskiego; aczkolwiek recenzent z 1894 chwalił ją pisząc "Wszystkie powieści fantastyczne p. Umińskiego zasługują ze wszech miar na uznanie i poparcie. Dodają one do bogatej bajki obcych autorów w tym rodzaju pierwiastek swojski".